# Гарай, Николь
Николь Гарай (исп. Nicole Garay, собственно Николаса де Лас Мерседес Гарай Диас, исп. Nicolasa de Las Mercedes Garay Díaz; 10 сентября 1873, Панама — 19 июня 1928, Панама) — панамская поэтесса и педагог. Дочь выдающегося колумбийского художника Эпифанио Гарая, сестра музыканта и дипломата Нарсисо Гарая.
Училась музыке в Колумбии, Панаме и Франции, играла на фортепиано, скрипке и флейте. В 1921—1925 гг. возглавляла Национальную школу музыки и декламации, первым руководителем которой ранее был её брат. Преподавала также в Нормальной школе — единственном в Панаме высшем педагогическом учебном заведении для женщин, была сподвижницей директора школы Эстер Нейра де Кальво в борьбе за права женщин в стране.
Единственный сборник стихов Гарай вышел посмертно в 1930 году. Поэзия Гарай носит импрессионистический характер, её сильная сторона — чувственное богатство световых, цветовых, звучащих образов.